# Зіткнення над Бородянкою
10 лютого 1995 року о 16:09 за центральноєвропейським часом перший прототип літака Ан-70 зіткнувся з Ан-72, який допомагав програмі випробувань Ан-70 над Бородянським районом у Україні. Усі 7 членів екіпажу на борту Ан-70 загинули; Ан-72 зміг здійснити безпечну аварійну посадку в аеропорту Гостомель під Києвом без трагічних наслідків.

## Причини
Українська комісія повідомила, що причиною стала людська помилка екіпажу під час льотних маневрів як основний фактор, що спричинив катастрофу. Леонід Берестов заявив, що «необережні дії обох екіпажів під час пілотуванні літаків призвели до зіткнення та катастрофи».
У трьох випробувальних польотах, що мали місце до аварійного польоту, було виявлено кілька несправностей, включаючи проблеми з управлінням під час другого польоту та знову під час третього польоту, у день, що передував аварії.